# Rodriguezia mensabak
Rodriguezia mensabak is een krabbensoort uit de familie van de Trichodactylidae. De wetenschappelijke naam van de soort is voor het eerst geldig gepubliceerd in 1977 door Cottarelli & Argano.